# Teplodar
Teplodar (în ucraineană Теплодар) este oraș regional în regiunea Odesa, Ucraina. 

## Demografie
Componența lingvistică a orașului Teplodar
     Ucraineană (55,8%)
     Rusă (42,43%)
     Alte limbi (1,24%)
Conform recensământului din 2001, majoritatea populației orașului Teplodar era vorbitoare de ucraineană (55,8%), existând în minoritate și vorbitori de rusă (42,43%).